# 1311
1311 (MCCCXI) a fost un an obișnuit al calendarului iulian, care a început într-o zi de duminică.

## Evenimente
- 15 martie: Bătălia de la Halmyros. Compania catalană se revoltă împotriva ducelui Gauthier al IV-lea de Atena, care cade în luptă.
- 15 aprilie: Vicenza, revoltată împotriva dominației Padovei, este ocupată de trupele lui Cangrande della Scala, seniorul Veronei.
- 18 mai: Armata imperială a lui Henric al VII-lea începe asediul asupra Bresciei.
- 13 iulie: Matteo Visconti este restabilit la Milano, după care cucerește puterea la Bergamo, Cremona, Piacenza, Pavia, Alessandria, Tortona și Vercello.
- 18 septembrie: Brescia capitulează în fața trupelor imperiale.
- 21 octombrie: Henric al VII-lea intră în Genova, restabilind pacea între facțiunile rivale.

### Nedatate
- Castelul Bolingbroke trece în stăpânirea casei de Lancaster, în Anglia.
- Genovezii descoperă insulele Canare.
- Începe primul atac al turcilor asupra Traciei; turcii pătrund în Europa.
- Regele Henric al II-lea al Ciprului elaborează un nou proiect de cruciadă în Palestina.

## Arte, științe, literatură și filozofie
- Este consacrată la Novgorod o capelă dedicată Sf. Vladimir; cultul acestuia, ca „apostol al Rusiei, se dezvoltă.

## Nașteri
- 1 iulie: Liu Ji, strateg militar, om de stat și poet chinez (d. 1375)
- 13 august: Alfonso al XI-lea al Castiliei (d. 1350)
- Petru I, duce de Bourbon (d. 1356)
- Margareta II, contesă de Hainaut (d. 1356)

## Decese
- 27 ianuarie: Khaicean, mare han al mongolilor (n. 1280)
- 15 martie: Gauthier de Brienne, duce de Atena (n. ?)
- 29 mai: Iacob al II-lea de Majorca (n. 1243)
- 13 august: Pietro Gradenigo, doge de Veneția (n. 1251)
- Arnold de Villanova, alchimist și doctor spaniol (n. 1235)
- Bernard Saisset, episcop occitan de Pamiers (n. 1232)

- David al VIII-lea, rege al Georgiei (n. 1273)
- Ibn Mansour, enciclopedist arab din Egipt (n. ?)
- Siegfried von Feuchtwangen, mare maestru al Ordinului teutonic (n. ?)

## Înscăunări
- 27 ianuarie: Bouyantou, mare han al mongolilor (1311-1320).
- 11 februarie: Ioan I de Luxemburg, încoronat ca rege al Boemiei de către arhiepiscopul de Mainz.